# Lien Deyers
Lien Deyers (ur. 5 listopada 1909 w Amsterdamie, zm. w marcu 1982 w USA) – holenderska aktorka.

## Filmografia
- 1935: Kocham wszystkie kobiety jako Susi
- 1934: Gold jako Margit Möller
- 1933: Lachende Erben(inne języki) jako Gina
- 1931: Der Mann, der seinen Mörder sucht(inne języki) jako Kitty
- 1931: Der Herzog von Reichstadt(inne języki) jako Maria Louise
- 1930: Rosenmontag(inne języki) jako Traute Reimann
- 1928: Szpiedzy(inne języki) jako Kitty
- 1928: Number 17(inne języki) jako Elsie Ackroyd